# Dê Đông Phi

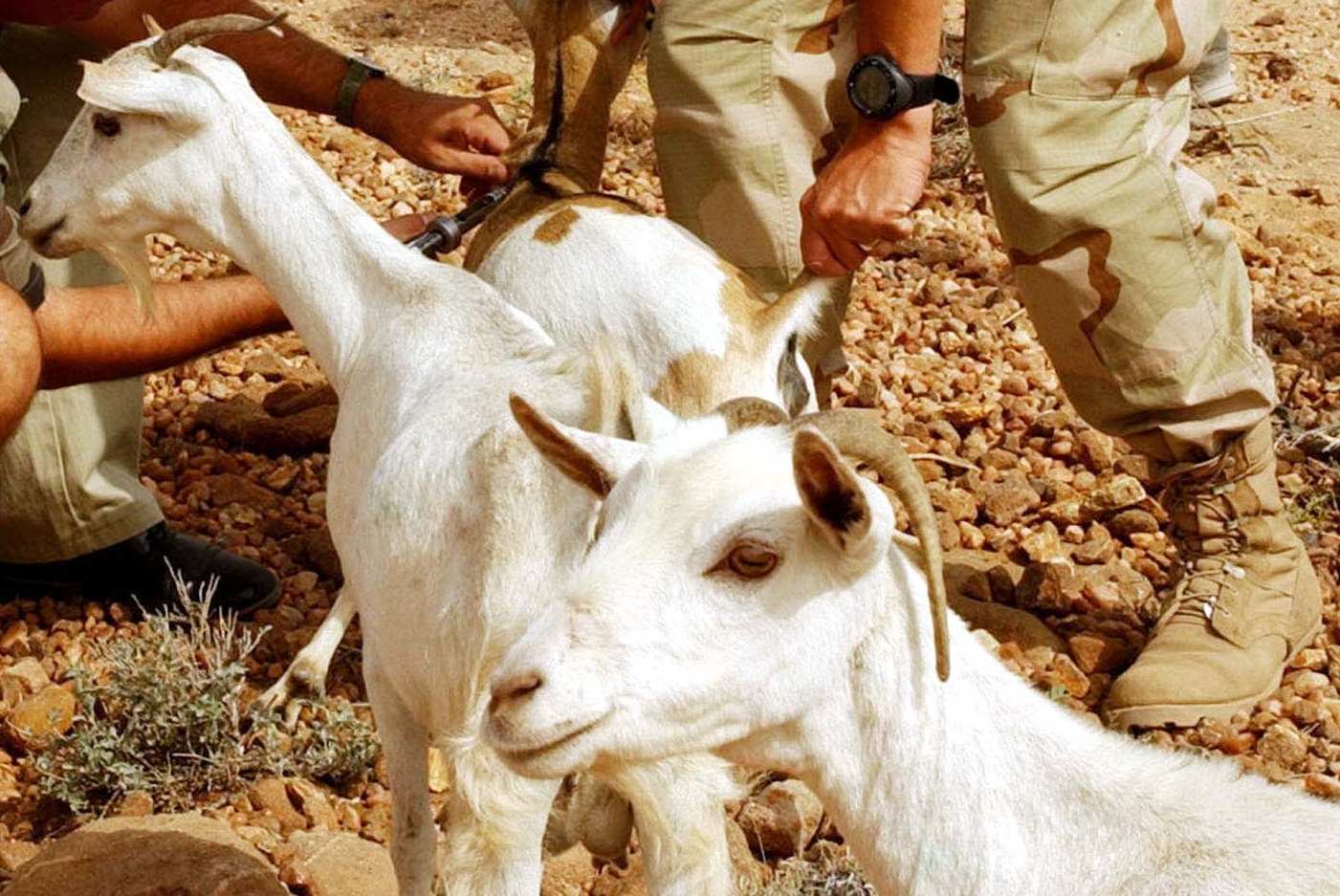
Dê Đông Phi

Dê Đông Phi hay còn gọi là dê Somali hay còn gọi là dê Ukambani hay dê lớn Galla là một giống dê có nguồn gốc từ vùng Đông Phi ở Somalia, Djibouti và đông bắc Kenya, nơi chúng sử dụng chủ yếu để lấy thịt dê và sữa dê để cải thiện đời sống cho người dân trong điều kiện khô hạn. Phần lớn các giống dê trong khu vực là giống dê nhỏ Đông Phi lai với giống dê Galla, đến từ một khu vực khô hạn hơn từ phía bắc Kenya. 

## Đặc điểm
Chúng là giống có tai ngắn và lông thường có màu trắng nhưng đôi khi có đốm hoặc các mảng lang. Cả con đực và cái có sừng. Giống dê này hơi cao và có thể vươn cao hơn để tìm kiếm thức ăn trong các bụi cỏ, chúng ăn bất kỳ loài cỏ cây nào sẵn có, dù ngọt hay đắng, uống rất ít nước, hầu như không bị nhiễm bệnh. Và khi vắt sữa, mỗi con có thể mang lại một đến ba kg sữa hàng ngày, ngay cả khi nguồn nước bị hạn chế.
Giống dê có thể nuôi trong điều kiện cực kỳ khô nóng và ngày càng trở nên phổ biến trong khu vực Đông Phi. Đó là loài dê khỏe mạnh tại địa phương, loài dê bản địa đã sống qua nhiều năm với điều kiện khí hậu này. Những con dê này là khá giỏi trong chịu hạn, chúng không chịu ảnh hưởng sự khắc nghiệt của thời tiết. Giống dê Galla trắng thuần chủng nhằm giúp cải thiện khả năng chịu hạn của loài động vật địa phương.
Chúng là giống ăn tạp, dễ nuôi, khả năng kháng bệnh cao sinh sản nhanh. Bên cạnh đặc tính dễ dãi trong ăn uống và thuận lợi trong dọn dẹp vệ sinh chuồng trại, thì chúng còn là con vật dễ nhân đàn. Chúng là con vật dễ nuôi, chuồng trại đơn giản nên mô hình này phù hợp với những hộ ít vốn. Chúng ít bị ốm sức đề kháng cao chăn thả tự kiếm cỏ ngoài đồng không cần thức ăn tinh bổ sung nên chăn nuôi không vất vả và tốn kém

## Nuôi dê

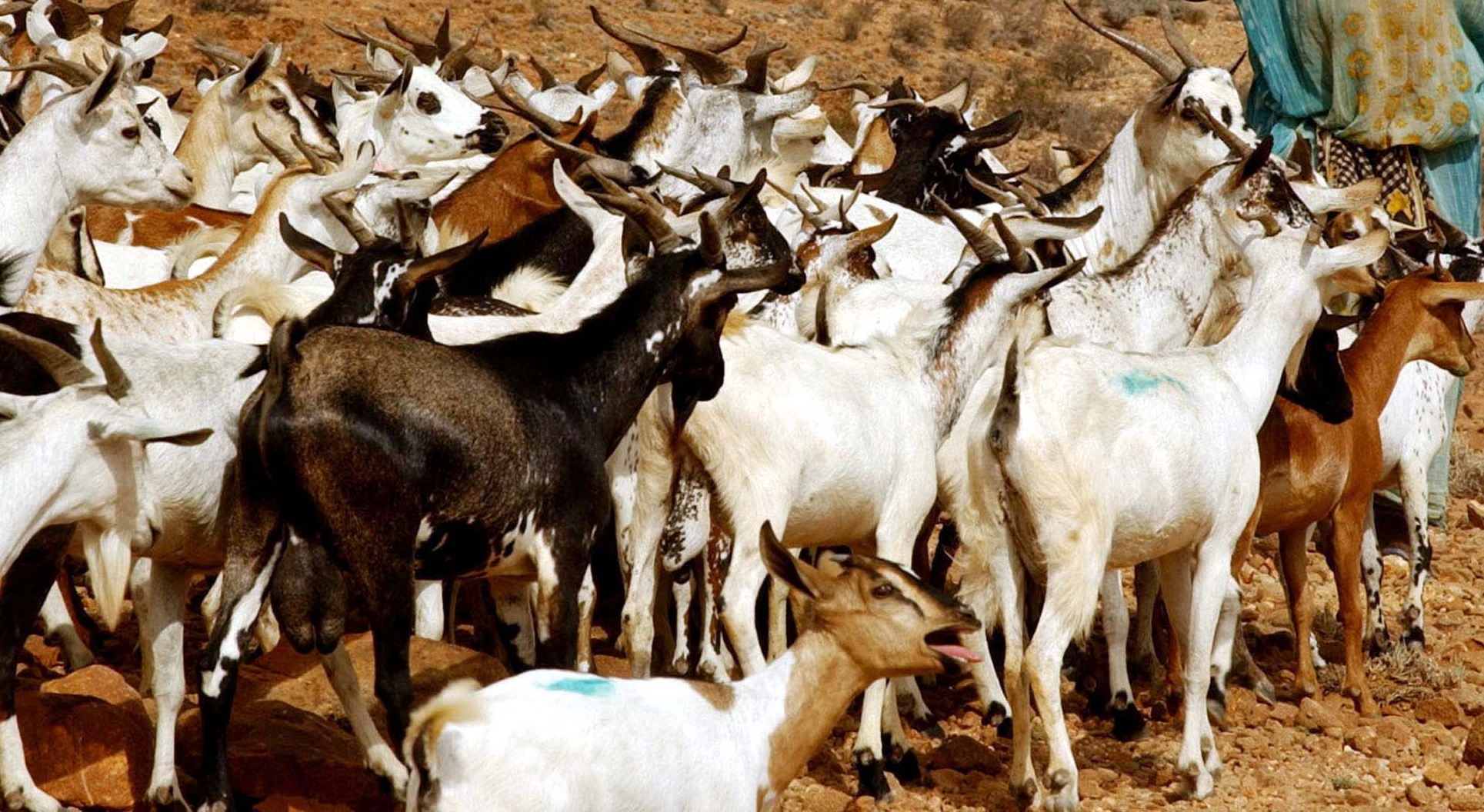
Dê là một tài sản của nhiều nông dân châu Phi trong điều kiện khô hạn

Tại Kenya, nắng hạn gay gắt kéo dài triền miên suốt hai năm, người dân ở hạt Kitui, miền Đông nước Kenya đã thức thời bằng cách chuyển dịch đầu tư vào những con dê. Dê là đầu ra cho người nông dân trong điều kiện thời tiết khắc nghiệt ở đông Kenya, Con dê là tài sản quý của nhiều gia đình và nông dân trong vùng đã thực hiện việc nuôi giữ dê bản địa như một biện pháp thích ứng với tình trạng khô hạn kéo dài. Ngoài bán dê kiếm thu nhập, người nông dân còn vắt sữa. Sữa vắt rất ít, khoảng nửa lít mỗi ngày, nhưng ít nhất cũng đủ cho họ thêm sức chịu đựng điều kiện khí hậu khắc nghiệt trong ngày.
Thức ăn cho chúng phải khô ráo, không hôi mốc, sạch không lẫn đất cát; phải để nước sạch trong chuồng để dê uống khi khát. Có thể nuôi theo 3 kiểu: chăn dắt (quảng canh), cột buộc ở khu vực quanh nhà, đồi gò hoặc nuôi nhốt kết hợp với chăn thả (bán thâm canh) và nuôi nhốt cố định tại chuồng (thâm canh). Việc áp dụng kỹ thuật vào chăn nuôi rất quan trọng. Người nuôi dê phải biết áp dụng kỹ thuật từ khâu làm chuồng trại cho đến việc theo dõi, quản lý đàn dê. Vì là loại động vật không ưa độ ẩm cao nên chuồng trại cho dê cần phải đảm bảo sạch sẽ, thông thoáng, tránh nắng nóng và ẩm ướt.
Cần tránh cho dê giao phối đồng chủng để bảo đảm năng suất, chất lượng con giống. Khi dê đực con nuôi thời gian khoảng 4 tháng tuổi ra nuôi riêng với dê cái. Đối với dê cái phối giống lần đầu ở thời điểm nuôi từ 7 – 8 tháng tuổi. Không dùng dê đực giống là bố, dê cái là con hoặc cháu, đực giống là anh, dê cái là em cho phối giống với nhau để tránh hiện tượng trùng huyết. Trong thời gian dê có chửa tránh dồn đuổi, đánh đập và không nhốt chung với dê đực để tránh bị dê đực nhảy, dễ sảy thai.

## Các bệnh
Do dê ăn khẩu phần thiếu hay mất cân bằng calci và phosphor trong thời gian dài nên bị hội chứng rối loạn thần kinh, gây ra bệnh sốt sữa (Milk fever). Bệnh này thường xảy ra trong giai đoạn dê đang tiết sữa hoặc cạn sữa thời gian mà dê cần rất nhiều calci và phosphor so với bình thường, song không được đáp ứng đủ, do đó dê phải sử dụng nguồn calci từ máu. Khi lượng calci trong máu giảm dưới 6 mg/100ml thì dê bị rối loạn thần kinh. Dê sữa có năng suất cao thường bị bệnh này. Lúc đầu dê giảm ăn, suy nhược cơ thể, đi đứng khó khăn, sau đó dựa vào tường rồi nằm nghiêng một bên, co giật và tê liệt, không đứng dậy được. Thân nhiệt hạ xuống khoảng 38 độ C, mạch đập nhanh hơn bình thường. Không điều trị kịp thời, dê có thể tử vong.